# Uwe Meyer (Fußballspieler)
Uwe Meyer (* 21. Juni 1964) ist ein ehemaliger deutscher Fußballspieler.
Meyer spielte drei Jahre im Profifußball beim SV Waldhof Mannheim, davon die ersten beiden Jahre in der Bundesliga und das letzte Jahr in der 2. Bundesliga.